# Yang Qian
Yang Qian (en chino: 杨倩; Ningbo, 10 de julio de 2000) es una deportista china que compite en tiro, en la modalidad de rifle. Participó en los Juegos Olímpicos de Tokio 2020, obteniendo dos medallas de oro, en las prueba de rifle 10 m y rifle 10 m mixto.

## Palmarés internacional
| Juegos Olímpicos | Juegos Olímpicos | Juegos Olímpicos | Juegos Olímpicos |
| Año              | Lugar            | Medalla          | Prueba           |
| ---------------- | ---------------- | ---------------- | ---------------- |
| 2020             | Tokio (Japón)    | Medalla de oro   | Rifle 10 m       |
| 2020             | Tokio (Japón)    | Medalla de oro   | Rifle 10 m mixto |